# 2020年夏季帕拉林匹克運動會阿富汗代表團
2020年夏季帕拉林匹克運動會阿富汗代表團是阿富汗所派出參加受嚴重特殊傳染性肺炎疫情影響而延期至2021年8月24日至9月5日在日本東京舉行的第16屆帕拉林匹克運動會。阿富汗代表团由两名运动员组成：参加跆拳道比赛的扎基亚·胡达达迪和参加田径比赛的侯赛因·拉苏利。前者将成为第一位阿富汗籍女性残奥会运动员。

## 背景
武装组织塔利班在2021年8月15日攻占首都喀布尔，阿富汗伊斯蘭共和國随即垮台，致使阿富汗运动员的参赛资格变得不明朗。
虽然阿富汗代表团的两名运动员因国内局势动荡滞留在哈米德·卡尔扎伊国际机场未能参加2020年夏季帕拉林匹克運動會開幕式，但联合国难民署仍派出志愿者代替阿富汗代表团参加了开幕式，以示“团结与和平”。
2021年8月28日，扎基亚·胡达达迪和侯赛因·拉苏利在包括国际残奥委会在内的众多国际组织和多国政府的帮助下，乘坐飞机经法国巴黎飞抵日本东京。此外，他们宣布阿富汗将能够参加该届残奥会比赛。國際帕委會主席安德鲁·帕森斯透露称，出於对两名运动员心理健康的保护，他们在东京残奥会期间不会接受任何媒体采访，也不会出席任何新闻发布会。

## 田徑
残疾人运动员侯赛因·拉苏利本应参加男子100米T47级比赛，但因故到场太晚，他进而改成了男子跳远。虽然从前他参加过跳远比赛，但本届残奥会的跳远比赛是他首次参加重大的跳远比赛。
田賽
| 運動員        | 項目          | 決賽   | 決賽   |
| 運動員        | 項目          | 成績   | 排名   |
| ------------- | ------------- | ------ | ------ |
| 侯賽因·拉蘇利 | 男子跳遠T47級 | 4.46米 | 第13名 |

備註：T/F45、T/F46、T/F47為手臂缺失、手臂肌肉力量不足或手臂被動運動範圍受損，採用站姿比賽的運動員。

## 跆拳道
| 運動員          | 項目         | 第一輪                           | 1/4決賽   | 復活賽    | 半決賽                                 | 復活賽    | 決賽      | 決賽   |
| 運動員          | 項目         | 對手 比分                        | 對手 比分 | 對手 比分 | 對手 比分                              | 對手 比分 | 對手 比分 | 排名   |
| --------------- | ------------ | -------------------------------- | --------- | --------- | -------------------------------------- | --------- | --------- | ------ |
| 扎基亚·胡达达迪 | 女子49公斤級 | Ziyodakhon Isakova（） · 负 12–1 | 未晋级    | 未晋级    | Viktoriia Marchuk（乌克兰） · 负 34–48 | 未晋级    | 未晋级    | 未晋级 |

## 备注
1. ↑  该代表团仍将代表阿富汗伊斯兰共和国，即在塔利班接管阿富汗之前统治该国的政府。